# Kostel svatého Lazara (Larnaka)
Kostel svatého Lazara (řecky Ιερός Ναός Αγίου Λαζάρου, Ierós Naós Agíou Lazárou) je kostel Kyperské pravoslavné církve z konce devátého století v Larnace. Vedle kostela se nachází Byzantské muzeum, kde jsou vystavené ikony. 

## Svatý Lazar
Kostel je pojmenován po svatém Lazarovi z Betánie, postavy Evangelia podle Jana z Nového zákona. Lazar byl Ježíšovým blízkým přítelem. Podle Nového zákona byl již pohřbený, Ježíš přišel k jeho hrobce a řekl: „Lazare, pojď ven!“ a Lazar vstal z mrtvých. Následně se stal biskupem v Larnace. V Marseille byl popraven.

## Středověk

### Ostatky svatého Lazara

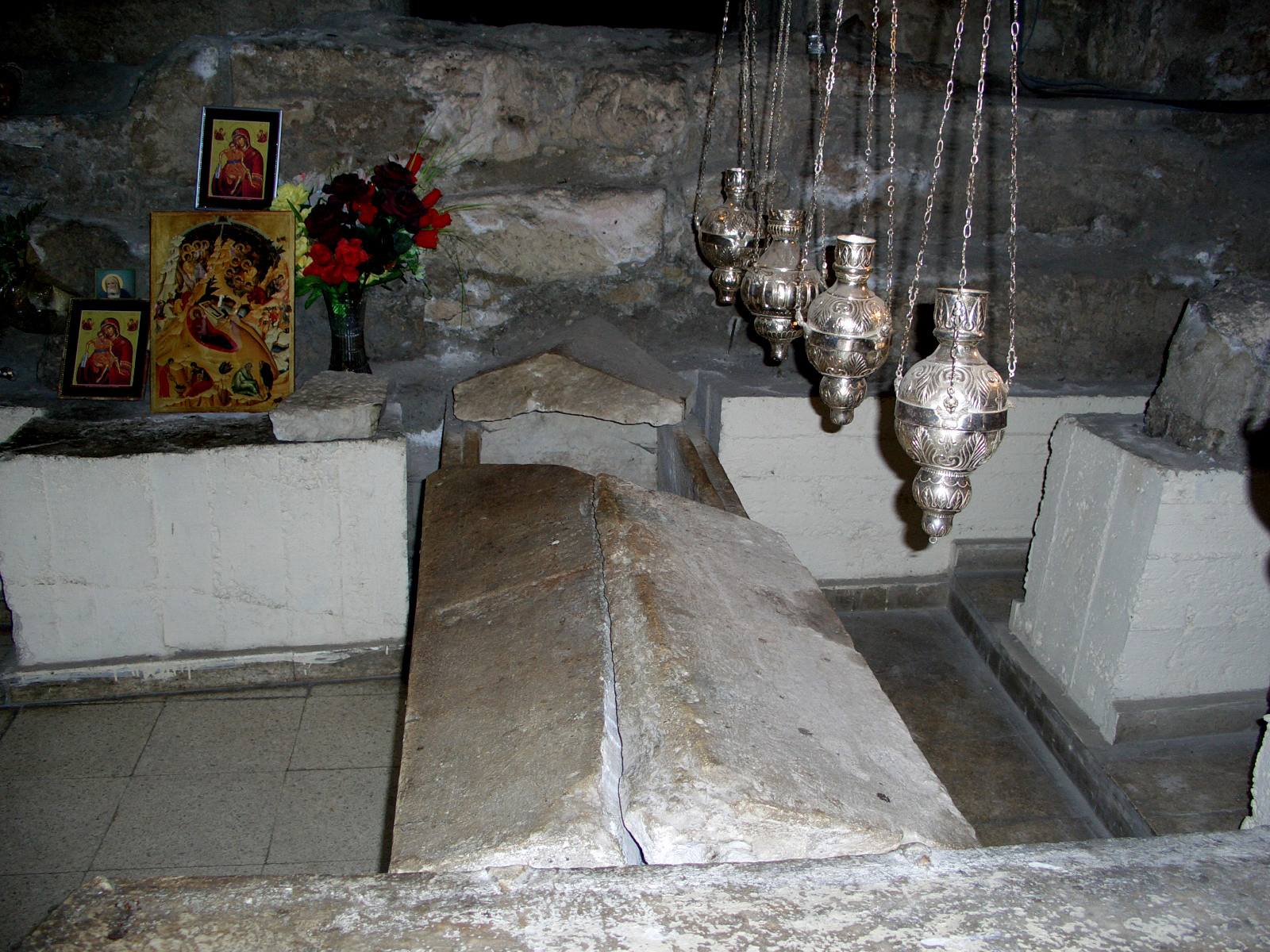
Hrobka svatého Lazara

Roku 649 Larnaku dobyli Arabové z Rášidského chalifátu a hrob Svatého Lazara se dle tradice ztratil. Roku 890 byla v Larnace nalezena hrobka s nápisem: „Lazar, čtyři dny mrtvý, přítel Kristův“. Císař Byzantské říše Leon VI. Moudrý nechal roku 898 převést ostatky do Konstantinopole. Převoz ostatků zaznamenal Arethas, biskupem z Caesarea Maritima. V roce 1972 se však ukázala, že část ostatků v Larnace zřejmě zůstala. Roku 1204 po dobytí Konstantinopole za čtvrté křížové výpravy byly ostatky uloupeny a převezeny do Marseille a následně za neznámých okolností ztraceny. 

### Výstavba kostela
V letech 688 až 965 byl Kypr kondominiem Byzantské říše a chalifátu (nejdříve Ummajovského, pak Abbásovského). Právě za této doby byl koncem 9. století kostel postaven.

### Křižácká nadvláda
V roce 1192 Kypr dobyli křižáci, čímž vzniklo Kyperské království. V této době byl kostel přestavěn na římskokatolický. Na jižní straně kostela byl přistavěn portikus v gotickém slohu.

## Novověk

### Turecká nadvláda

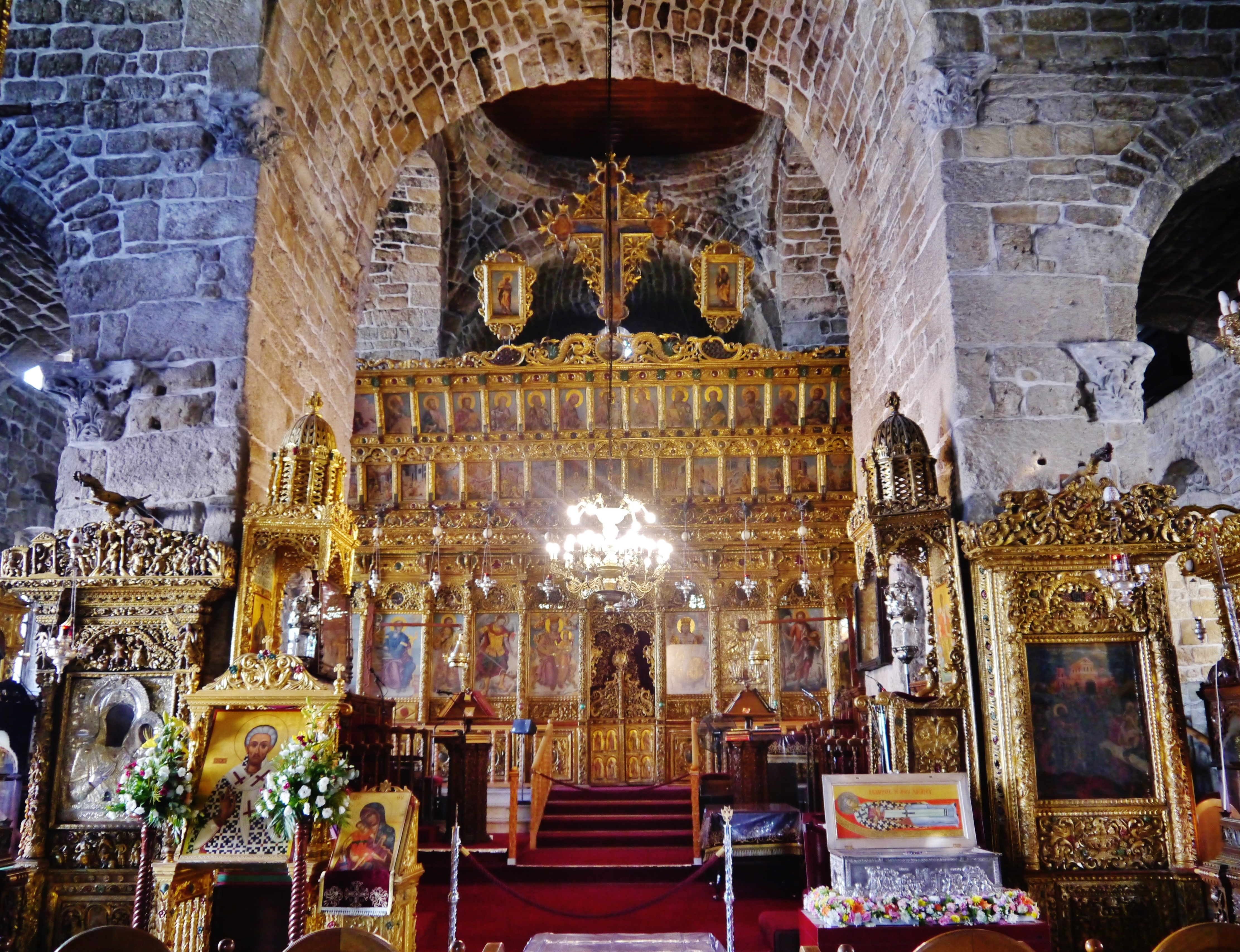
Ikonostas

V roce 1571 dobyla Kypr Osmanská říše. Během tureckého drancování Larnaky byly zničeny tři kopule. Kostel byl přestavěn na mešitu. V roce 1589 Turci kostel prodali zpět pravoslavné ciírkvi. Následně kostel sloužil k pravoslavným i katolickým bohoslužbám. Roku 1857 byla ke kostelu přistavěna zvonice v latinském stylu.

### Požár
Roku 1970 vypukl v kostele požár, který poškodil značnou část interiéru, včetně ikon. Ikony byly v následujících letech restaurovány. 2. listopadu 1972 zde byla nalezena část ostatků svatého Lazara, čímž se ukázalo, že část ostatků nebyla převezena do Konstatinopole.

## Popis kostela
Kostel je protáhlá svatba o rozměrech 31,5 x 14,5 m s trojdílnou svatyní. Vnitřní konstrukce je rozdělena do tří lodí s mohutnými dvojitými pilíři. Zdivo je tvořeno vápencovými bloky o metrové tloušťce.
Ikony pocházejí z konce 18. století a ikonostas je pozlacený. Ikonostas vyrobil v letech 1773 až 1782 Chatzisavvas Taliadorou.
Hrobka svatého Lazara se nachází ve spodní místnosti, do které vede vstup z interiéru kostela.